# ATutor
ATutor is een webgebaseerde elektronische leeromgeving. De omgeving is geschreven in PHP en wordt verspreid als opensourcesoftware onder de voorwaarden van de GPL.

## Gebruik en toegankelijkheid
ATutor wordt onder meer gebruikt bij online cursusbeheer, voortgezette professionele ontwikkeling voor leraren, loopbaanontwikkeling en academisch onderzoek. De software wordt geprezen wegens de goede toegankelijkheid voor personen met een handicap, alsook omwille van de geschiktheid voor educatief gebruik, zoals vastgelegd in de criteria van de American Society for Training and Development (ASTD).
ATutor was de eerste elektronische leeromgeving die voldeed aan de toegankelijkheidscriteria van het W3C, de Web Content Accessibility Guidelines 1.0 en meer bepaald aan de criteria voor niveau AA+. Dat wil zeggen dat alle inhoud en functies toegankelijk zijn voor alle soorten gebruikersprivileges, met inbegrip van beheerders. ATutor wordt aangehaald in talrijke technische artikelen en wetenschappelijke artikelen; er bestaan veel uitbreidingen die door derden ontwikkeld werden en die met ATutor verspreid worden.

## Functies
ATutor leeft de XHTML 1.0-standaard na om er voor te zorgen dat alle inhoud consistent weergegeven wordt in elk programma dat deze standaard ondersteunt, bijvoorbeeld de meeste webbrowsers.
Het systeem van gebruikersprivileges stelt lesgevers in staat om verschillende privileges toe te kennen aan bepaalde deelnemers van een cursus. Lesgevers kunnen ook assistenten of mentors creëren die minder mogelijkheden hebben wat betreft het aanmaken van leermateriaal en het gebruik van beheertools. Het systeem voor gebruikersprivileges werd begin 2005 toegevoegd.

### Toegankelijkheidsfuncties
Twee van de vele toegankelijkheidskenmerken van het systeem zijn tekstuele alternatieven voor alle visuele elementen, en sneltoetsen voor alle elementen van het programma. Dankzij deze kenmerken heeft een blinde gebruiker met behulp van een screenreader toegang tot de volledige interface van het systeem en kan hij of zij het systeem zonder muis gebruiken. Deze kenmerken zorgen er ook voor dat ATutor aanpasbaar is aan verschillende soorten toestellen, zoals mobiele telefoons, pda's en tekstgebaseerde browsers.
ATutor bevat een ontwerpgereedschap dat auteurs ertoe aanzet om toegankelijk leermateriaal te produceren. Dit gebeurt bijvoorbeeld door auteurs naar een tekstueel alternatief te vragen wanneer ze dit zelf vergeten in te vullen bij het toevoegen van een afbeelding. Het ontwerpgereedschap bevat ook een webservice die de toegankelijkheid van de inhoud volgens verschillende internationale standaarden evalueert.

### Aanpasbaarheid
ATutor is zo ontworpen dat het aanpasbaar is aan verschillende les- en leerscenario's. Dit ontwerpprincipe weerspiegelt zich in vier belangrijke domeinen: thema's, gebruikersprivileges, toolmodules en groepen.
Thema's stellen beheerders in staat om de grafische weergave en de lay-out van het systeem gemakkelijk aan te passen aan bepaalde specifieke noden. Themes worden gebruikt om ATutor grafisch te wijzigen, om categorieën van cursussen hun eigen look te geven en om verschillende versies van ATutor op een en hetzelfde systeem aan te bieden waaruit gebruikers uit kunnen kiezen bij het instellen van een voorkeur. Thema's zijn beschikbaar sinds midden 2004.

## Geschiedenis
De eerste versie van ATutor dateert van eind 2002. Het programma ontstond als een reactie op twee studies die de ontwikkelaars in de jaren daarvoor ondernomen hadden, en die de toegankelijkheid van elektronische leeromgevingen voor personen met een handicap onderzocht hadden. Deze studies toonden aan dat de meest gebruikte leeromgevingen in die tijd niet eens aan de meest elementaire toegankelijkheidsrichtlijnen voldeden. In die tijd was het voor bijvoorbeeld een blinde onmogelijk om deel te nemen aan een online cursus.

## Geschil over patent e-learning
ATutor is een van de drie opensource-leersystemen die genoemd worden in een formele wraking van een patent dat in juli 2006 aan Blackboard toegekend werd. Het Software Freedom Law Center diende eind 2006 uit naam van ATutor en twee andere cliënten een aanvraag in om dit patent opnieuw te onderzoeken. Begin 2007 willigde de United States Patent and Trademark Office (USPTO) dit verzoek in. Op basis van dit heronderzoek zouden alle 44 aanspraken in het Blackboardpatent herroepen kunnen worden.
Om de wraking van het Blackboardpatent te steunen hebben vrijwilligers op het internet naar voorbeelden van oudere programma's gezocht die gebruik maakten van de ideeën waar het patent aanspraak op maakt. Deze vrijwilligers werkten samen aan een Wikipedia-artikel over de geschiedenis van elektronische leeromgevingen waarin verschillende voorbeelden van ouder gebruik van deze ideeën gedocumenteerd werden.
Greg Gay, de projectleider van ATutor, zei ook: "Een patent op een educatief concept - namelijk de verhouding tussen studenten, lesgevers en beheerders - is zinloos. Dergelijke ideeën zijn door iedereen gekend en worden al eeuwenlang gebruikt; ze zijn niet het resultaat van ontwerp en ontwikkeling."